# Nakagyō

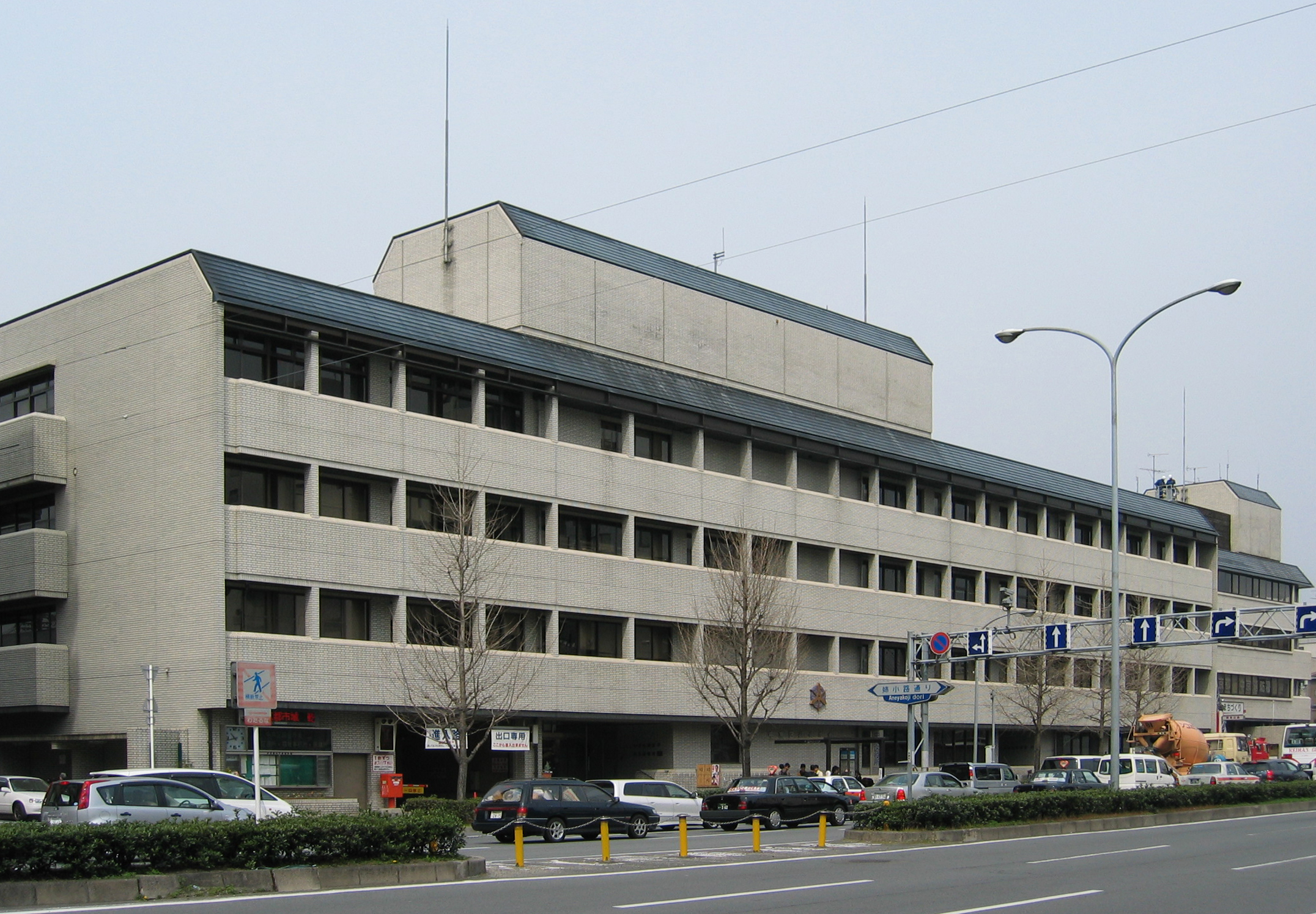
Ajuntament de districte

Nakagyō (中京区, Nakagyō-ku) és un dels onze districtes de la ciutat de Kyoto, a la prefectura del mateix nom, al Japó. El seu nom, traduït al català vol dir «centre de la capital» o amb els kanjis de «centre» (中) i «capital» (京), fent referència a la seua ubicació geogràfica a l'antiga Kyoto, capital del Japó fins 1868. Nakagyō és, a més, el centre administratiu de la ciutat de Kyoto, on es troben tots els edificis administratius i empresarials de la ciutat i la prefectura.

## Geografia
El districte de Nakagyō es troba just al bell mig de la ciutat, com indica el seu nom en japonés. Limita amb els districtes de Kamigyō i Kita al nord; amb Shimogyō al sud; amb Ukyō a l'oest i amb Sakyō i Higashiyama a l'est. El riu Kamo flueix pel districte i passa per la zona del carrer Kawaramachi, la zona central i comercial del districte.

### Barris
- Umeya (梅屋)
- Chikkan (竹間)
- Fuyū (富有)
- Kyōgyō (教業)
- Jōson (城巽)
- Tatsuike (龍池)
- Hatsune (初音)
- Ryūchi (柳池)
- Dōda (銅駝)
- Inui (乾)
- Honnō (本能)
- Meirin (明倫)
- Nisshō (日彰)
- Seishō (生祥)
- Rissei (立誠)
- Shujaku (朱雀)

## Història
El districte de Nakagyō fou fundat l'any 1929 com una escissió dels dos districtes originals de Kyoto: Kamigyō i Shimogyō. Al districte es troba el castell de Nijō, residència ocasional per al shogun Tokugawa quan visitava la capital imperial. També a Nakagyō se celebren la majoria dels matsuris o festivals històrics i més coneguts de la ciutat, com ara l'aoi matsuri, el Gion matsuri o el jidai matsuri.

## Demografia
| 1920   | 1930    | 1940    | 1950    | 1960    | 1970    | 1980    |
| ------ | ------- | ------- | ------- | ------- | ------- | ------- |
| n/a    | 163.890 | 172.824 | 155.522 | 163.572 | 130.482 | 105.921 |
| 1990   | 2000    | 2010    | 2020    | 2030    | 2040    | 2050    |
| 94.676 | 95.038  | 105.306 | 110.009 | -       | -       | -       |

## Transport

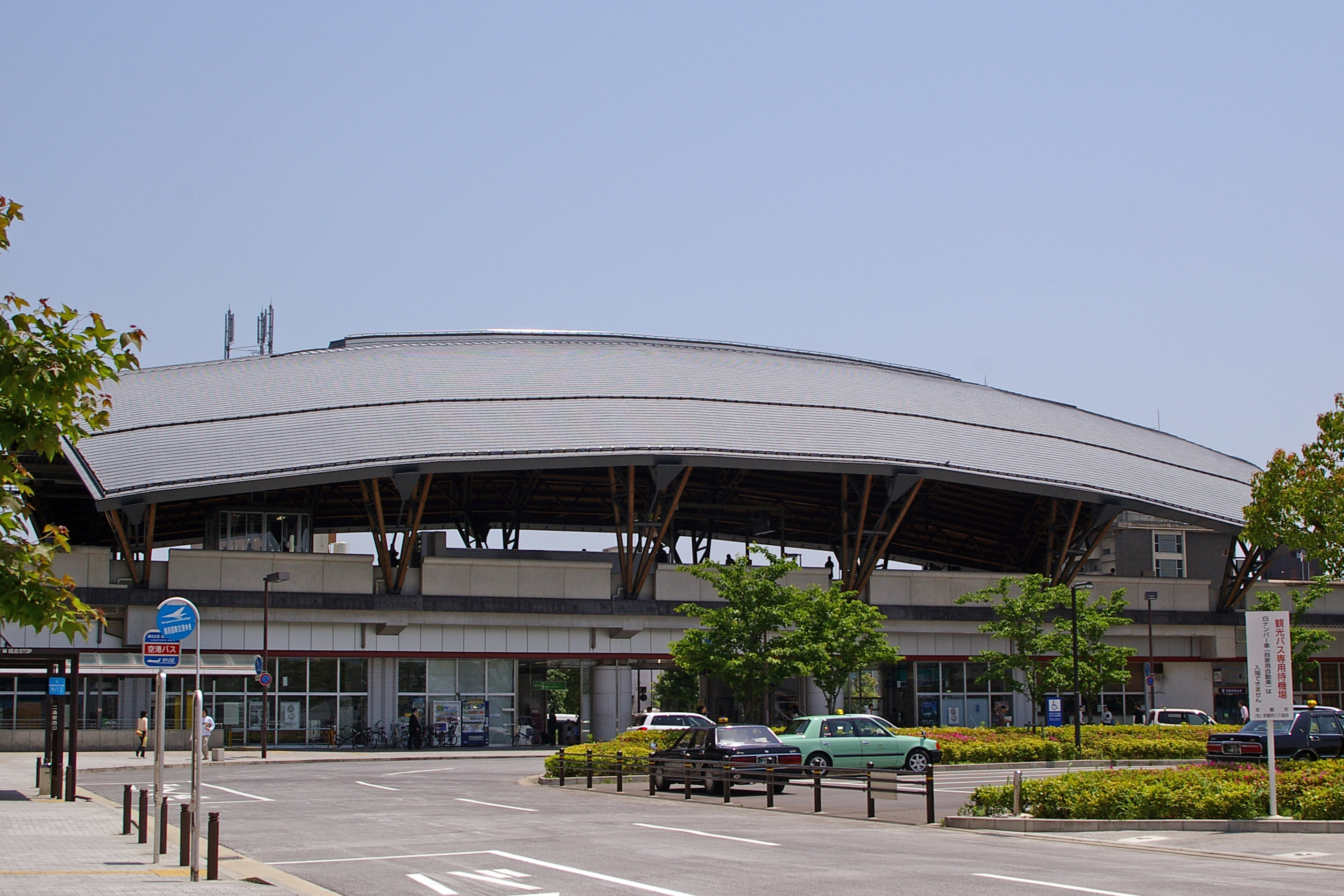
Estació de Nijō

### Ferrocarril
- Metro de Kyoto
  - Marutamachi - Karasuma-Oike - Nishiōji-Oike - Nijō - Nijōjō-mae - Kyoto Shiyakusho-mae
- Companyia de Ferrocarrils del Japó Occidental (JR West)
  - Nijō - Enmachi
- Ferrocarril Elèctric Hankyū
  - Ōmiya
- Ferrocarril Elèctric de Kyoto-Fukui (Keifuku)
  - Saiin - Nishiōji-Sanjō